# Gniła (rzeka)
Gniła (ukr. Гнила Hnyła) – rzeka na Podolu w zachodniej Ukrainie, dopływ Zbrucza. Źródła w pasmie Miodoborów. Nad rzeką leżą min. Skałat, Grzymałów oraz Liczkowce.